# Tillammstjärnen (naturreservat)
Tillammstjärnen är ett naturreservat i Ljusdals kommun i Gävleborgs län.
Området är naturskyddat sedan 2009 och är 90 hektar stort. Reservatet består av granskog och spridda tallar och lövträd samt våtmarker. Stor-Tillammstjärnen ligger i reservatets nordöstra gräns. 